# James Hummitzsch Flynn
James Hummitzsch Flynn   (Paterson, 8 d'agost de 1907 - West Orange, 15 d'agost de 2000) fou un tirador d'esgrima estatunidenc, especialista en sabre, guanyador d'una medalla olímpica.
El 1948 va prendre part en els Jocs Olímpics d'Estiu de Londres, on guanyà la medalla de bronze en la prova del sabre per equips del programa d'esgrima.